# Lumigny-Nesles-Ormeaux
Lumigny-Nesles-Ormeaux ist eine französische Gemeinde mit 1.482 Einwohnern (Stand: 1. Januar 2022) im Département Seine-et-Marne in der Region Île-de-France. Sie gehört zum Arrondissement Provins und zum Kanton Fontenay-Trésigny (bis 2015: Kanton Rozay-en-Brie).
Die Einwohner werden Luminiciens-Neslois genannt.

## Geographie
Lumigny-Nesles-Ormeaux liegt etwa 35 Kilometer ostsüdöstlich von Paris. Durch den Süden der Gemeinde fließt die Yerres, in die hier die Visandre mündet.

### Nachbargemeinden
Umgeben ist Lumigny-Nesles-Ormeaux von den Gemeinden Mortcerf im Norden, Hautefeuille im Nordosten, Pézarches im Osten und Nordosten, Touquin im Osten, Voinsles im Osten und Südosten, Rozay-en-Brie und Bernay-Vilbert im Süden, Fontenay-Trésigny im Südwesten, Marles-en-Brie im Westen sowie Crèvecœur-en-Brie im Nordwesten.

## Geschichte
Im Jahr 1973 wurden die Gemeinden Lumigny, Nesles-la-Gilberde und Ormeaux zur heutigen Gemeinde zusammengeschlossen.

### Bevölkerungsentwicklung
| Jahr      | 1962 | 1968 | 1975 | 1982 | 1990 | 1999 | 2006 | 2013 |
| Einwohner | 285  | 280  | 739  | 942  | 1178 | 1319 | 1494 | 1543 |

## Sehenswürdigkeiten
- Kirche Saint-Pierre in Lumigny, 1882 bis 1884 erbaut
- Kirche Notre-Dame-de-l'Assomption in Nesles-la-Gilberde, im 12. Jahrhundert erbaut
- Kirche Saint-Pierre in Ormeaux aus dem 13. Jahrhundert, Glockenturm von 1765
- Katzenpark (Parc des Félins), Zoologischer Garten für Großkatzen und Lemuren

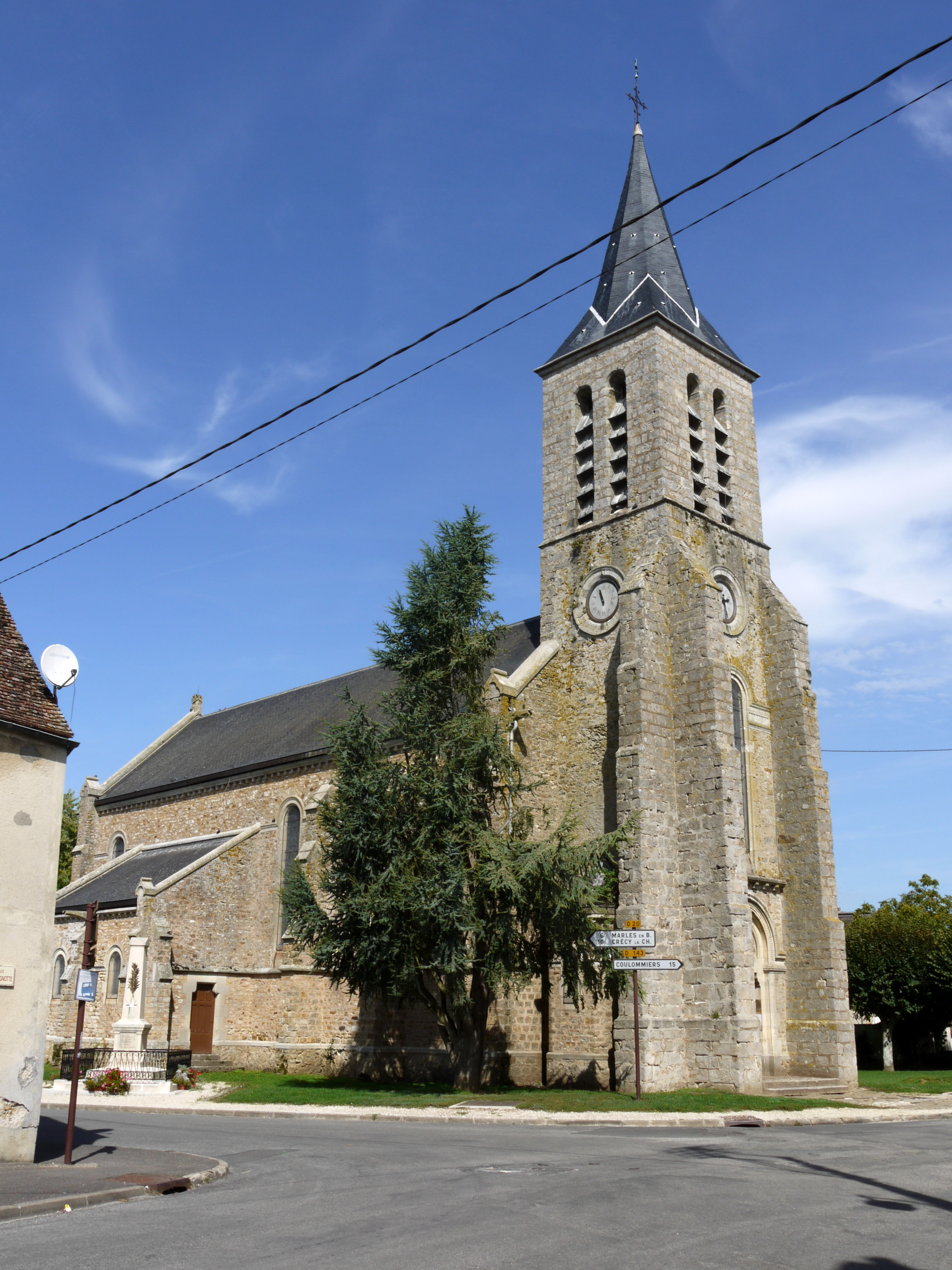
Kirche Saint-Pierre in Lumigny
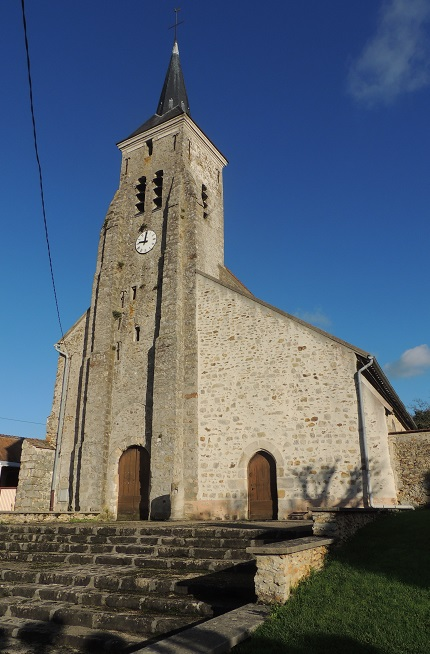
Kirche Notre-Dame-de-l'Assomption

## Persönlichkeiten
- Adam Dollard des Ormeaux (1635–1660), Garnisonskommandeur in Neufrankreich (Kanada)
- Albert de Mun (1841–1914), Sozialreformer Frankreichs
- Robert d’Harcourt (1881–1965), Germanist und Mitglied der Académie française